# Baoshan (Shanghái)
Baoshan ⓘ (en chino, 宝山区; pinyin, Bǎoshān qū; literalmente, ‘montaña preciosa’) es uno de los 18 distritos de la ciudad de Shanghái, República Popular China. Localizado en el norte de la ciudad, tiene una superficie de 424,58 kilómetros cuadrados haciéndolo uno de los más grandes de la ciudad, como poblado. Su población es de 1 905 000 (2010).
Este distrito fue construido en 1988.

## Toponimia
El nombre Baoshan proviene de una montaña de tierra artificial en el territorio original. En el décimo año de Yongle en la dinastía Ming (1412) se informó que la zona costera estaba en la intersección de ríos, porque la costa era plana. y sin marcar, era muy fácil para los barcos de transporte acuático tocar la costa y volcar con mal tiempo, por lo que se hicieron preparativos para construir colinas de tierra y balizas en el área (ahora ubicada en medio del mar), más tarde, el emperador de la dinastía Ming aceptó esta propuesta. 
En mayo de ese año, se completó una colina de diez metros de alto. Pero antes que se terminara la construcción, la gente local creyó ver una montaña verdadera donde aparecía un dios, así que llamaron al lugar montaña divina o preciosa. El emperador le dio oficialmente ese nombre.

## Administración
El distrito de Baoshan se divide en 10 pueblos que se administran en 9 poblados y 1 subdistrito.
- Poblado Miàoxíng 庙行镇
- Poblado luōdiàn 罗店镇
- Poblado dàchǎng 大场镇
- Poblado gùcūn 顾村镇
- Poblado luōjīngzhèn 罗泾镇
- Poblado yángxíngzhèn 杨行镇
- Poblado yuèpǔ zhèn 月浦镇
- Poblado sōngnánzhèn 淞南镇
- Pobladogāo jìngzhèn 高境镇
- Subdistrito Wúsōng 吴淞街道
- Subdistrito zhāngmiào 张庙街道
- Subdistrito la ruta de los amigos 友谊路街道

## Economía
Es el territorio de hierro más grande de China y de productores de acero,razón por la cual hay varias compañías en este distrito,
por ejemplo la Baosteel.

## Clima
| Parámetros climáticos promedio de Baoshan (1971-2000) | Parámetros climáticos promedio de Baoshan (1971-2000) | Parámetros climáticos promedio de Baoshan (1971-2000) | Parámetros climáticos promedio de Baoshan (1971-2000) | Parámetros climáticos promedio de Baoshan (1971-2000) | Parámetros climáticos promedio de Baoshan (1971-2000) | Parámetros climáticos promedio de Baoshan (1971-2000) | Parámetros climáticos promedio de Baoshan (1971-2000) | Parámetros climáticos promedio de Baoshan (1971-2000) | Parámetros climáticos promedio de Baoshan (1971-2000) | Parámetros climáticos promedio de Baoshan (1971-2000) | Parámetros climáticos promedio de Baoshan (1971-2000) | Parámetros climáticos promedio de Baoshan (1971-2000) | Parámetros climáticos promedio de Baoshan (1971-2000) |
| Mes                                                   | Ene.                                                  | Feb.                                                  | Mar.                                                  | Abr.                                                  | May.                                                  | Jun.                                                  | Jul.                                                  | Ago.                                                  | Sep.                                                  | Oct.                                                  | Nov.                                                  | Dic.                                                  | Anual                                                 |
| ----------------------------------------------------- | ----------------------------------------------------- | ----------------------------------------------------- | ----------------------------------------------------- | ----------------------------------------------------- | ----------------------------------------------------- | ----------------------------------------------------- | ----------------------------------------------------- | ----------------------------------------------------- | ----------------------------------------------------- | ----------------------------------------------------- | ----------------------------------------------------- | ----------------------------------------------------- | ----------------------------------------------------- |
| Temp. máx. media (°C)                                 | 8.1                                                   | 9.2                                                   | 12.8                                                  | 19.1                                                  | 24.1                                                  | 27.6                                                  | 31.8                                                  | 31.3                                                  | 27.2                                                  | 22.6                                                  | 17.0                                                  | 11.1                                                  | 20.2                                                  |
| Temp. mín. media (°C)                                 | 1.1                                                   | 2.2                                                   | 5.6                                                   | 10.9                                                  | 16.1                                                  | 20.8                                                  | 25.0                                                  | 24.9                                                  | 20.6                                                  | 15.1                                                  | 9.0                                                   | 3.0                                                   | 12.9                                                  |
| Precipitación total (mm)                              | 50.6                                                  | 56.8                                                  | 98.8                                                  | 89.3                                                  | 102.3                                                 | 169.6                                                 | 156.3                                                 | 157.9                                                 | 137.3                                                 | 62.5                                                  | 46.2                                                  | 37.1                                                  | 1164.5                                                |
| Días de precipitaciones (≥ 1 mm)                      | 9.7                                                   | 10.3                                                  | 13.9                                                  | 12.7                                                  | 12.1                                                  | 14.4                                                  | 12.0                                                  | 11.3                                                  | 11.0                                                  | 8.1                                                   | 7.0                                                   | 6.5                                                   | 129                                                   |
| Horas de sol                                          | 123.0                                                 | 115.7                                                 | 126.0                                                 | 156.1                                                 | 173.5                                                 | 147.6                                                 | 217.8                                                 | 220.8                                                 | 158.9                                                 | 160.8                                                 | 146.6                                                 | 147.7                                                 | 1894.5                                                |
| Humedad relativa (%)                                  | 75                                                    | 74                                                    | 76                                                    | 76                                                    | 76                                                    | 82                                                    | 82                                                    | 81                                                    | 78                                                    | 75                                                    | 74                                                    | 73                                                    | 76.8                                                  |
| Fuente: 中国气象局 17 de marzo de 2009                |                                                       |                                                       |                                                       |                                                       |                                                       |                                                       |                                                       |                                                       |                                                       |                                                       |                                                       |                                                       |                                                       |